# Transport pasażerski

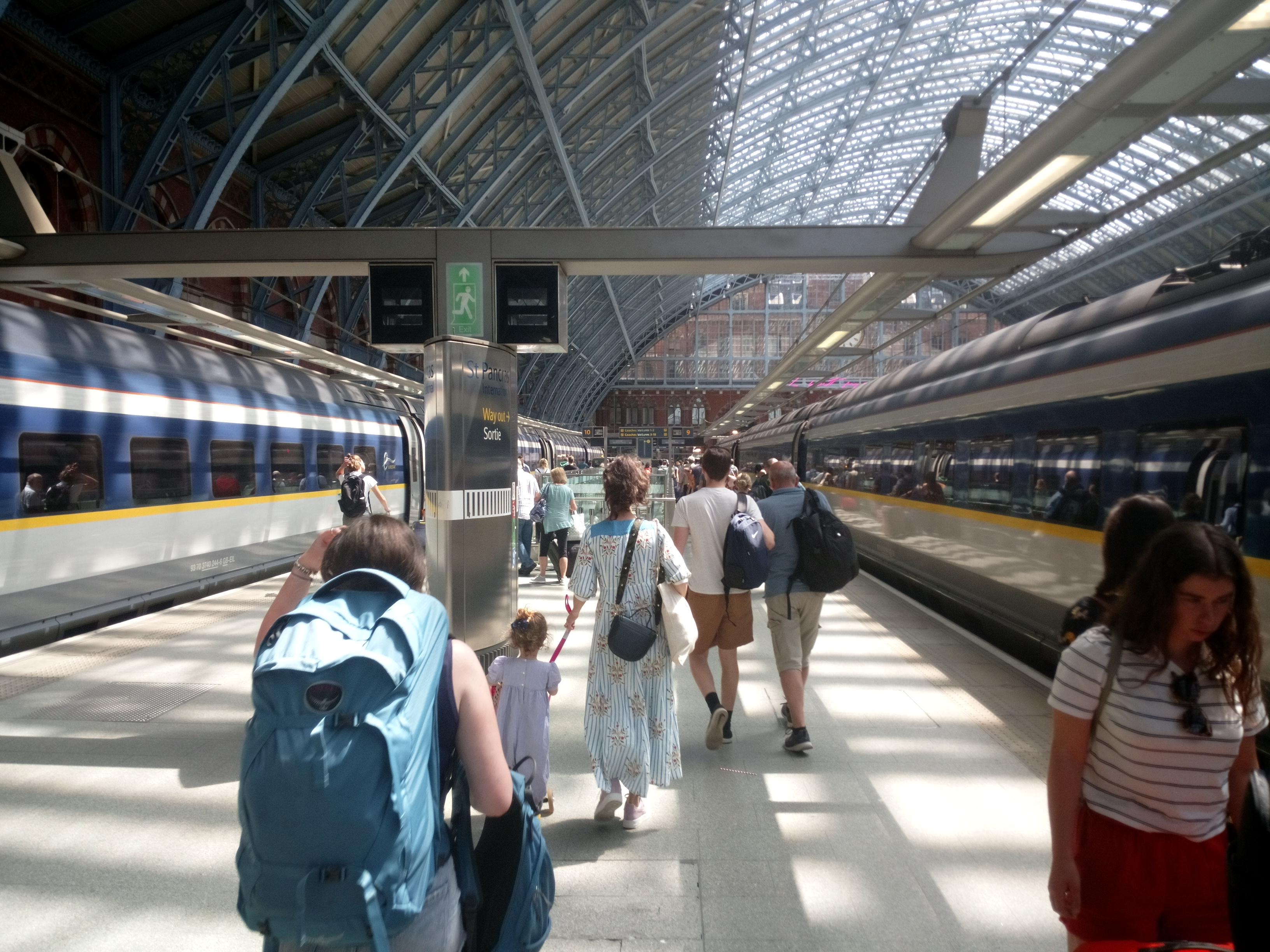
Kolejowy transport pasażerski

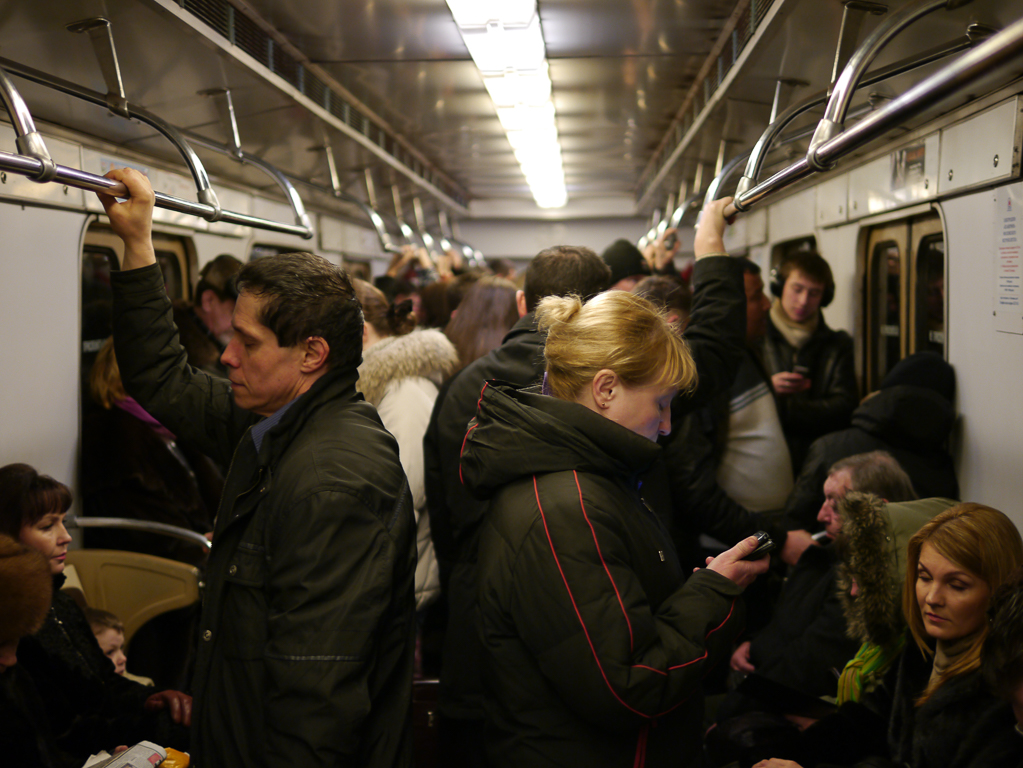
Pasażerowie w transporcie publicznym

Transport pasażerski, transport osobowy, przewozy pasażerskie — transport/przemieszczanie osób z jednego miejsca do drugiego różnymi środkami transportu, na przykład samolotem, samochodem, komunikacją miejską, pociągiem, taksówką. Najczęściej termin ten stosowany jest w stosunku do usługi transportowej przewozu osób (pasażerów) w celu przemieszczania się z jednego miejsca do drugiego. Jest to gałąź branży transportowej, która często utożsamiana jest z transportem publicznym a dokładniej z publicznym transportem zbiorowym i odnosi się komunikacji autobusowej, tramwajowej, kolejowej, pasażerskiego transportu lotniczego czy wodnego. W klasyfikacji ze względu na przedmiot przewozu jego antonim stanowi transport towarowy. 

## Klasyfikacja
Ze względu na środki transportu występuje tutaj podobna klasyfikacja co dla transportu ogólnie
Ze względu na sposób realizacji: 
- przewozy regularne – przewozy wykonywane na podstawie rozkładu jazdy;
- przewozy nieregularne – np. w ruchu turystycznym;
- przewozy incydentalne – każde zlecenie indywidualne;
- przewozy interwencyjne – przewozy wywołane zdarzeniami losowymi.